# Stijn Devolder
Stijn Devolder (né le 29 août 1979 à Courtrai) est un coureur cycliste belge, spécialiste des classiques et du contre-la-montre. Professionnel de 2002 à 2019, il a notamment remporté le Tour des Flandres 2008 et 2009, et été champion de Belgique de la course en ligne (2007, 2010 et 2013) et du contre-la-montre (2008 et 2010).

## Biographie

### 2002-2003: débuts professionnels chez Vlaanderen-T-Interim
En 2002, il rejoint sa première formation professionnelle, la modeste équipe Vlaanderen-T-Interim où il ne réussit guère de performance remarquable. L'année suivante, il se révèle en terminant troisième du Grand Prix E3, derrière le néerlandais Steven de Jongh.

### 2004-2007: chez US Postal Service-Berry Floor et Discovery Channel
En 2004, il rejoint l'équipe US Postal, qui deviendra Discovery Channel. Il termine notamment troisième du Tour du Haut-Var, et remporte une étape des Quatre Jours de Dunkerque, sa première victoire au niveau professionnel.
L'année suivante, il termine deuxième de la première étape des Trois Jours de La Panne derrière Alessandro Ballan, et devance celui-ci dans l'étape contre-la-montre pour s'adjuger la victoire finale, confirmant ses dons pour les courses pavées. Plus tard dans la saison, il termine quatrième des Championnats de Belgique, puis 24e du Tour d'Espagne, révélant aussi un talent certain pour les courses par étapes, alliant de véritables qualités de rouleur à une certaine régularité en montagne.
Au cours de la saison 2006, Devolder confirme ce talent. Il termine huitième du Tour d'Allemagne, puis 11e du Tour d'Espagne, sans avoir cependant réellement pesé sur la course. Inversement, il déçoit sur les courses pavées, pour lesquelles il semblait si doué.
Il remporte sa troisième victoire en 2007, à nouveau sur les Trois Jours de La Panne. Distancé au classement général, il remporte l'étape contre-la-montre, confirmant ses qualités de rouleur. Il ne parvient toujours pas à s'illustrer sur les courses pavées, à l'exception d'une 18e place sur Paris-Roubaix. En juin, il obtient sa meilleure performance sur une course par étape au Tour de Suisse. Toujours régulier en montagne, il termine quatrième du contre-la-montre final, devançant tous les favoris, ce qui lui vaut la troisième place. Il remporte dans la foulée en solitaire le titre de Champion de Belgique puis, en juillet, remporte le Tour d'Autriche grâce à sa victoire dans le contre-la-montre final. Ces résultats concluants le font apparaître comme une des meilleures chances belges sur les courses par étapes au moment où il prend le départ de son troisième Tour d'Espagne. Troisième de la quatrième étape menant aux Lagos de Covadonga il est à nouveau troisième de la huitième étape contre-la-montre, devançant tous les favoris, ce qui lui permet de prendre le maillot de leader. Il le perd le lendemain, terminant seulement 42e d'une étape de montagne à près de 5 minutes, et abandonne la Vuelta peu avant l'arrivée.

### 2008-2010: les deux victoires au Tour des Flandres chez Quick Step
Après la disparition de l'équipe Discovery Channel, Devolder rejoint l'équipe Quick Step, où il doit jouer un rôle d'équipier auprès de Tom Boonen dans les classiques pavées, et jouer sa propre carte dans les courses par étapes. 
Dès le début de saison 2008, Devolder remporte le Tour de l'Algarve grâce à sa victoire dans le contre-la-montre. Il se révèle surtout être un remarquable équipier pour Tom Boonen dans les courses pavées du mois de mars, effectuant un travail considérable, quoique infructueux, notamment dans le Grand Prix E3. Sur le Tour des Flandres, Devolder, en grande forme, est envoyé en éclaireur dans le final pour l'équipe Quick Step, afin de faire peser le poids de la course sur les autres équipes. La stratégie fonctionne mieux encore qu'espéré : Devolder, impressionnant, conserve son avance sur ses poursuivants et remporte la course pour 15 secondes, au nez et à la barbe des favoris. Après plusieurs années décevantes sur ce terrain, c'est la révélation pour Devolder, que le grand public découvre. Le dimanche suivant, sur Paris-Roubaix, Devolder, toujours en grande forme, contribue activement à la victoire de Tom Boonen, et termine septième. 
Les résultats de Devolder dans les courses par étapes sont, eux, moins impressionnants que les années précédentes. Il remporte le Tour de Belgique grâce à sa victoire dans le contre-la-montre, mais son Tour de France, où il abandonne dans les Alpes pour sa première participation, se révèle décevant. En août, il remporte le titre de Champion de Belgique contre-la-montre, puis termine quatrième de l'Eneco Tour et sixième des Championnats du monde du contre-la-montre.
En 2009, il remporte un second Tour des Flandres mais il ne termine que 55e de Paris-Roubaix à plus de 11 minutes du vainqueur Tom Boonen.
En 2010, il obtient ses seuls résultats en Belgique, avec un doublé sur son championnat national, ainsi qu'une victoire sur le Tour de Belgique, dont il remporte pour la deuxième fois le classement général.

### 2011-2012: Vacansoleil-DCM
Stijn Devolder quitte Quick Step en 2011 pour l'équipe néerlandaise Vacansoleil-DCM, qui en fait son leader pour le Tour de France. Il connait un début d'année difficile, sans autre résultat notable qu'une quatrième place d'étape du Tour d'Andalousie depuis son titre de champion de Belgique du contre-la-montre en août 2010. En mai, il est affecté par la mort sur le Tour d'Italie de Wouter Weylandt, un ami et compagnon d'entraînement. Après avoir constaté son mauvais état de forme au Tour de Suisse (128e), il renonce à participer au Tour de France. Bien qu'il estime n'y avoir aucune chance de succès, il se classe sixième du championnat de Belgique à Hooglede. Il fait du Tour d'Espagne son objectif de fin de saison.

### 2013-2016: Trek Factory Racing
Il rejoint l'équipe Trek Factory Racing en 2013. Il y retrouve ses anciens directeurs sportifs Dirk Demol et Johan Bruyneel. Le 23 juin, il remporte son troisième titre de champion de Belgique sur route à La Roche-en-Ardenne.
Fin 2015, il prolonge son contrat avec la formation Trek Factory Racing.

### 2017-2019: fin de carrière en Belgique
En 2017, il rejoint l'équipe belge Verandas Willems-Crelan qui s'arrête fin 2018 à la suite de la fusion avec l'équipe Roompot.
En 2019 il rejoint l'équipe Corendon-Circus. Il arrête sa carrière à 40 ans à l'issue de la saison 2019.

## Palmarès

### Amateur
| - 1996 - Ster van Zuid-Limburg : - Classement général - 1reb et 2e étapes - Tour des Flandres juniors - 2e du championnat de Belgique sur route juniors - 2e du championnat de Belgique du contre-la-montre juniors - 1997 - Champion de Belgique sur route juniors - Grand Prix André Noyelle - Tour des Flandres juniors - 3e de Liège-La Gleize - 3e de Ledegem-Kemmel-Ledegem - 1998 - 2e de la Flèche flamande - 1999 - 5e et 6e étapes du Tour de Navarre - 2e du Tour des Flandres espoirs | - 2000 - Grand Prix de Waregem - Triptyque des Monts et Châteaux : - Classement général - 2eb étape (contre-la-montre) - Ronde van Zuid-Oost-Vlaanderen : - Classement général - 2e étape (contre-la-montre) - 2e du championnat de Belgique du contre-la-montre espoirs - 2001 - Zesbergenprijs Harelbeke - Flèche flamande - Grand Prix de Waregem - Tour de la province de Liège : - Classement général - 3e et 6e (contre-la-montre) étapes |

### Professionnel
| - 2002 - 2e du Samyn - 2e de Zellik-Galmaarden - 2003 - 3e du Grand Prix E3 - 2004 - 4e étape des Quatre Jours de Dunkerque - 3e du Tour du Haut-Var - 2005 - Classement général des Trois Jours de La Panne - 2006 - 3ea étape du Tour de Belgique (contre-la-montre) - 2e de l'Eindhoven Team Time Trial - 2e de la Ruddervoorde Koerse - 8e du Tour d'Allemagne - 2007 - Champion de Belgique sur route - 4e étape des Trois Jours de La Panne (contre-la-montre) - Tour d'Autriche : - Classement général - 7e étape (contre-la-montre) - 3e du Tour de Suisse | - 2008 - Champion de Belgique du contre-la-montre - Tour de l'Algarve : - Classement général - 4e étape (contre-la-montre) - Tour des Flandres - Tour de Belgique : - Classement général - 4e étape (contre-la-montre) - 6e du championnat du monde de contre-la-montre - 7e de Paris-Roubaix - 2009 - Tour des Flandres - 2010 - Champion de Belgique sur route - Champion de Belgique du contre-la-montre - Classement général du Tour de Belgique - 2013 - Champion de Belgique sur route - 2015 - 2e des Trois Jours de La Panne |

## Résultats sur les grands tours

### Tour de France
3 participations
- 2008 : abandon (15e étape)
- 2009 : 83e
- 2015 : 148e

### Tour d'Espagne
5 participations
- 2005 : 24e
- 2006 : 11e
- 2007 : non-partant (19e étape),  maillot or pendant 1 jour
- 2009 : 85e
- 2011 : 154e

## Classements mondiaux
| Année                  | 2006 | 2007 | 2008 | 2009 | 2010 | 2011 | 2012 | 2013 | 2014 | 2015 |
| ---------------------- | ---- | ---- | ---- | ---- | ---- | ---- | ---- | ---- | ---- | ---- |
| Classement ProTour     | 88e  | 60e  | 7e   |      |      |      |      |      |      |      |
| Calendrier mondial UCI |      |      |      | 46e  | nc   |      |      |      |      |      |
| UCI World Tour         |      |      |      |      |      | nc   | nc   | nc   | nc   | nc   |